# Бенфолд, Эдвард Клайд
Эдвард Клайд Бенфолд (15 января 1931 – 5 сентября 1952) – петти-офицер третьего класса медицинского корпуса ВМС США. В ходе Корейской войны был приписан к стрелковой роте морской пехоты и погиб в бою. За героизм, проявленный в ходе своего последнего боя 5 сентября 1952 года, Бенфолд был посмертно награждён высочайшей американской военной наградой медалью Почёта.

## Биография
Родился на Статен-Айленде в семье Эдварда и Гленис Бенфолд. Его отец служил в ходе второй мировой войны первым инженером снабжения морской пехоты и погиб в бою 7 июня 1942 года на корабле «Castillа» (шедшим под гондурасским флагом), торпедированным германской подлодкой U-107 и затонувшим близ Кубы.
Бенфолд вырос в Хаддон-хейтс, штат Нью-Джерси и проживал в близлежащем г. Одюбон, где в 1949 году закончил местную высшую школу.
27 июня 1949 года Бенфолд был зачислен в ряды военно-морских сил США в г. Филадельфия, штат Пенсильвания. В декабре он прошёл военно-морскую подготовку для новобранцев на базе ВМС на Великих озёрах, штат Иллинойс и был отобран для подготовки в школе «А» медицинского корпуса флота. В 1949 году он получил звание госпитального подмастерья. В апреле 1950 Бенфолд был переведён в военно-морской госпиталь в Ньюпорте, штат Род-Айленд.
12 августа 1950 года Бенфолд был произведён в унтер-офицеры третьего класса медицинского корпуса. 9 июня 1951 он женился на Дороти Грофф. В июле 1951 года он был отправлен в школу полевой медицинской службы сил морской пехоты флота на базе Кэмп-Лэджен, штат Северная Каролина которую окончил в сентябре получив квалификацию техника полевой медицинской службы (НМ-804). Затем он получил назначение медработником в третий батальон третьего полка третьей дивизии морской пехоты (до января 1952 была третьей бригадой морской пехоты) сил морской пехоты флота на базе Кэмп-Пендлтон, штат Калифорния. В марте 1952 он был переведён в первый батальон той же части, где пребывал до июля того же года. 21 июля он получил назначение в первую дивизию морской пехоты в Корее, где был приписан к роте Е, второго батальона, первого полка морской пехоты.
Бенфолд погиб в бою за аванпост «Брюс» в Северной Корее 5 сентября 1952 года, спасая жизни двоих раненых морских пехотинцев, находившихся в воронке от снаряда. Он перехватил брошенные в них две гранаты и бросил их во врага, получив при этом смертельное ранение. Бенфолд был погребён с полными военными почестями на национальном кладбище Беверли, штат Нью-Джерси. Его могила под номером 12 находится на участке для отличившихся по службе.
Только пять моряков из низших чинов удостоились медалей Почёта за героизм, проявленный в ходе Корейской войны (Уильям Р. Шаретт, Эдвард Бенфолд, Ричард де Виэт, Фрэнсис Хэммонд, Джон Килмер). Все они были военно-морскими медиками, приданными морской пехоте. Шаретт оказался единственным выжившим в ходе Корейской войны из их числа

## Наградная запись к медали Почёта
16 июля 1953 контр-адмирал Джон Браун-младший, комендант 4-го военно-морского района вручил медаль годовалому сыну Бенфолда, как его ближайшему родственнику, поскольку вдова Бенфолда снова вышла замуж.

Президент Соединённых штатов от имени Конгресса берёт на себя честь вручить медаль Почёта (посмертно)
медработнику третьего класса Эдварду К. Бенфолду

ВМС США
За службу, о которой рассказано ниже
ЗАПИСЬ:
За храбрость и отвагу, [проявленные] с риском для жизни по зову долга и за его рамками в ходе службы медработником, приписанным к роте первой дивизии морской пехоты в ходе действий против вражеского агрессора в Корее 5 сентября 1952 года. Когда его рота попала под плотный артиллерийский и миномётный обстрел, после чего с наступлением темноты последовала решительная атака вражеских сил численностью до батальона медработник третьего класса БЕНФОЛД решительно двигался от позиции к позиции находясь под плотным вражеским огнём, оказывая помощь раненым и поднимая боевой дух товарищей. Оставив защищённую позицию чтобы помогать раненым в то время как взвод был атакован с фронта и тыла он выдвинулся на открытую линию горного хребта, где заметил двоих раненых морских пехотинцев в большой воронке. Когда он приблизился [к воронке] вражеский солдат закинул туда две гранаты, а два других солдата противника ринулись на штурм. Схватив по гранате в каждую руку медработник третьего класса БЕНФОЛД выскочил из воронки и ринулся на вражеских солдат. Он толкнул их гранатами в корпус и убил обоих врагов. Получив смертельное ранение в ходе этого героического поступка медработник третьего класса БЕНФОЛД своей великой личной доблестью и решительным духом самопожертвования перед лицом почти неминуемой смерти прямо ответственен за спасение жизни своих двух товарищей. Его исключительная храбрость принесла ему высочайшую честь и поддержала лучшие традиции ВМС США. Он благородно отдал свою жизнь ради других.
Гарри С. Трумэн
Оригинальный текст (англ.)
The President of the United States in the name of The Congress takes pride in presenting the MEDAL OF HONOR posthumously to

HOSPITAL CORPSMAN THIRD CLASS EDWARD C. BENFOLD
UNITED STATES NAVY

for service as set forth in the following
CITATION:
For gallantry and intrepidity at the risk of his life above and beyond the call of duty while serving as a Hospital Corpsman, attached to a company in the First Marine Division during operations against enemy aggressor forces in Korea on September 5, 1952. When his company was subjected to heavy artillery and mortar barrages, followed by a determined assault during the hours of darkness by an enemy force estimated at battalion strength, HC3c. BENFOLD resolutely moved from position to position in the face of intense hostile fire, treating the wounded and lending words of encouragement. Leaving the protection of his sheltered position to treat the wounded when the platoon area in which he was working was attacked from both the front and the rear, he moved forward to an exposed ridge line where he observed two Marines in a large crater. As he approached the two men to determine their condition, an enemy soldier threw two grenades into the crater while two other enemy charged the position. Picking up a grenade in each hand, HC3c. BENFOLD leaped out of the crater and hurled himself against the onrushing hostile soldiers, pushing the grenades against their chests and killing both the attackers. Mortally wounded while carrying out this heroic act, HC3c. BENFOLD, by his great personal valor and resolute spirit of self-sacrifice in the face of almost certain death, was directly responsible for saving the lives of his two comrades. His exceptional courage reflects the highest credit upon himself and enhances the finest traditions of the United States Naval Service. He gallantly gave his life for others.
  Harry S. Truman 

## Награды
Бенфолд получил следующие награды и знаки отличия:
|  | Медаль Почёта |
|  | Пурпурное сердце |
|  | Благодарность части Военно-морского флота                                                                             |
|  | Медаль «За безупречную службу» (ВМС США)                                                                              |
|  | Медаль «За службу национальной обороне»                                                                               |
|  | Медаль «За службу в Корее» с эмблемой FMF Combat Operations Insignia и бронзовой звездой 3/16 дюйма звездой за службу |
|  | Благодарность президента Республики Корея                                                                             |
|  | Медаль «За службу ООН в Корее»                                                                                        |
|  | Медаль «За службу на Корейской войне»                                                                                 |

В честь Бенфолда назван эсминец класса «Арли Бёрк» USS Benfold (DDG-65), введённый в эксплуатацию 30 марта 1996 года в Бродвей Пир, Сан-Диего. Также в честь Бенфолда был назван Бенфолд-центр военно-морской клиники (здание S-771) в Миллингтон, штат Теннесси. Также его фамилия указана в списке на памятнике награждённым медалями Почёиа в хай-скул г. Одюбон (1994).

## Комментарии
1. ↑  В ходе сражения за "Bunker Hill" (5–15 сентября 1952 года); Bunker Hill это линия хребта, разделяющего высоты 122 и 124 в западной Корее. Аванпост «Брюс» удерживали морские пехотинцы из первой роты третьего батальона пятого полка морской пехоты